# Річард Майкл Маллейн
Річард Майкл «Майк» Маллейн (англ. Richard Michael «Mike» Mullane; нар. 10 вересня 1945, Вічита-Фолс) — астронавт НАСА. Здійснив три космічних польоти на шатлах як спеціаліст польоту: STS-41D (1984) «Діскавері», і на «Атлантисі»: STS-27 (1988) і STS-36 (1990), полковник.

## Народження і освіта

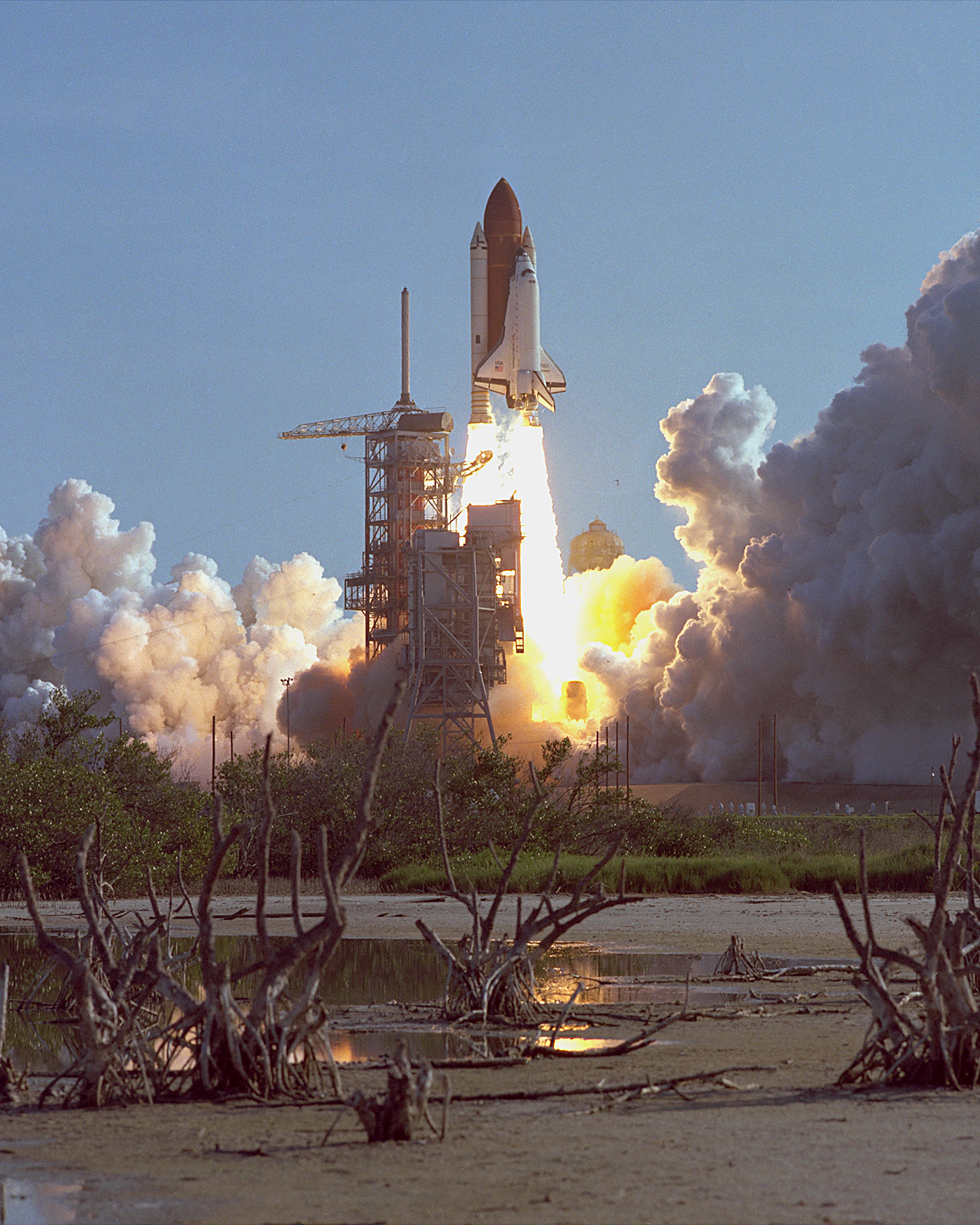
Стартує STS-41D.

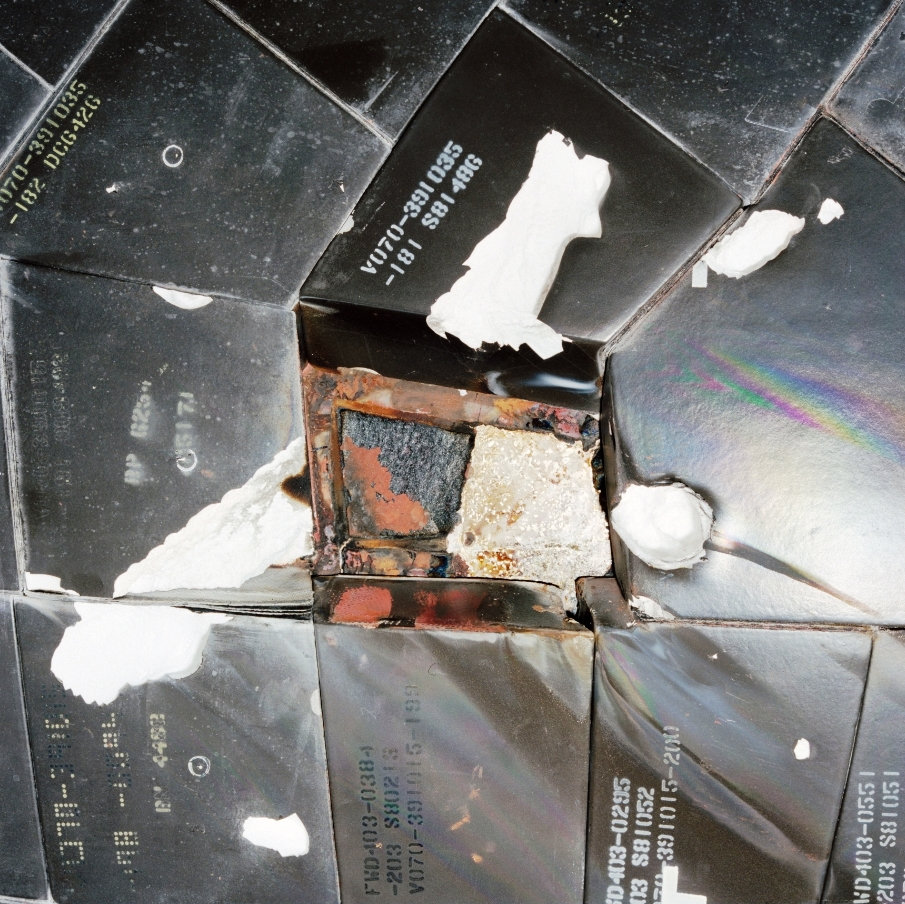
STS-27 — втрачена плитка теплозахисту.

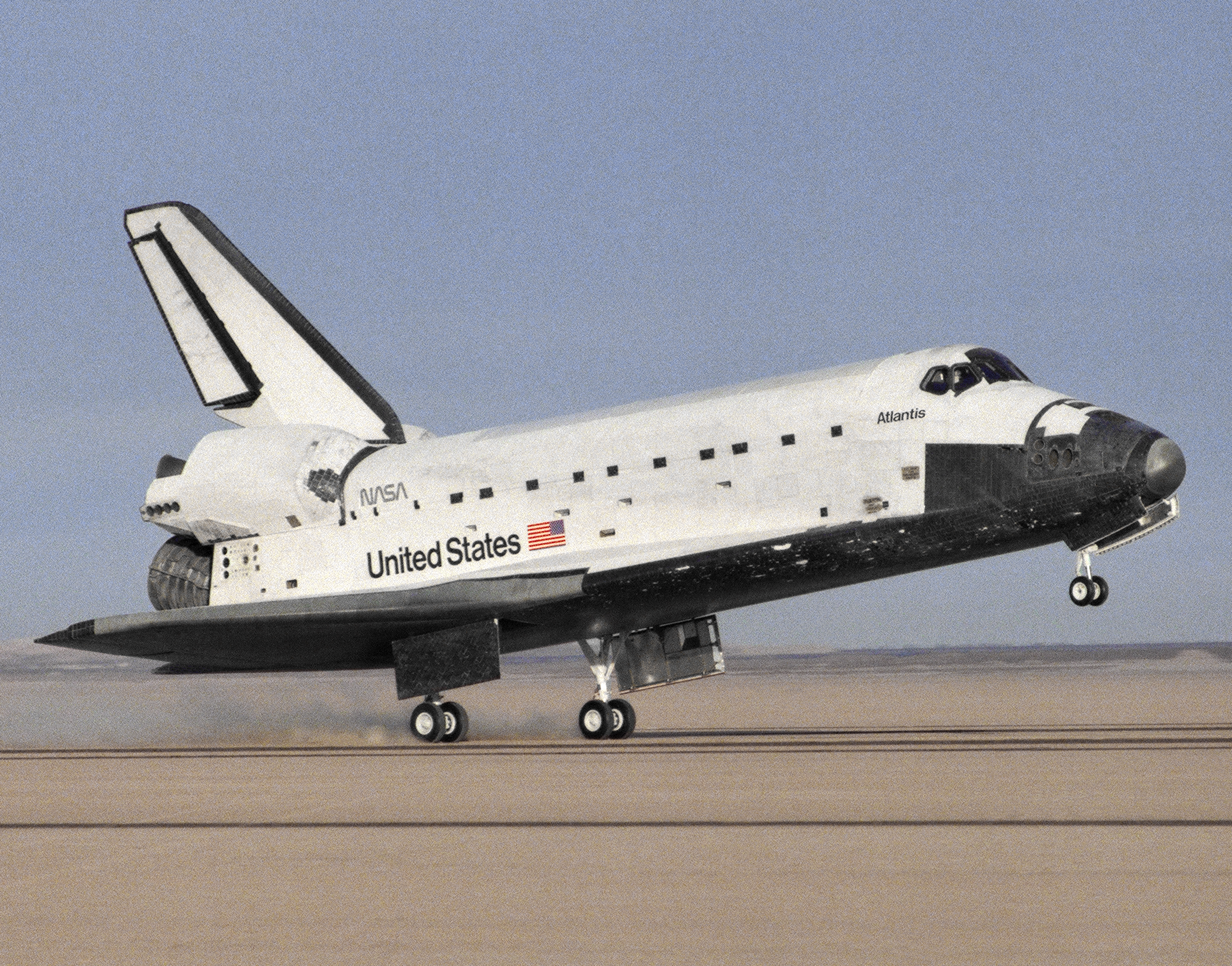
STS-27 — приземлення.

Народився 10 вересня 1945 року в місті Вічита-Фолс, штат Техас, але своїм рідним вважає місто Альбукерке, штат Нью-Мексико, був активним учасником руху «Бойскаути Америки». У 1963 році закінчив католицьку середню школу Св. Пія X у Альбукерці. У 1967 році закінчив Військову академію США у Вест-Пойнті і отримав ступінь бакалавра наук з розробки військової техніки. У 1975 році в Технологічному інституті ВПС отримав ступінь магістра наук з літакобудування.

## ДоНАСА
З січня по листопад 1969 року служив у В'єтнамі на авіабазі «Тан Сон Нхат» (яка після війни стала аеропортом ТанШонНят ) оператором З тактичного літака-розвідника RF-4C. Виконав 150 бойових вильотів. Після цього чотири роки служив у Великій Британії. У липні 1976 року закінчив Курси інженерів-випробувачів ВПС на базі ВПС США Едвардс у Каліфорнії, після чого служив оператором З у 3246-му випробувальному авіакрилі на базі ВПС Еглін у Флориді. Пішов у відставку з ВВС у вересні 1990 року. Військові звання: капітан ВПС (у 1978 році), полковник ВПС у відставці).

## Космічна підготовка
16 січня 1978 року зарахований у загін астронавтів НАСА під час 8-го набору. Пройшов курс Загальнокосмічної підготовки (ОКП) і в серпні 1979 року був зарахований у Відділ астронавтів як спеціаліст польоту.

## Космічні польоти
- Перший політ — STS-41D[3], шаттл «Діскавері». З 30 серпня по 5 вересня 1984 року як спеціаліст польоту. Політ неодноразово відкладувався через технічні проблеми. Тривалість польоту становила 6 діб 00 годин 57 хвилин[4].
- Другий політ — STS-27[5], шаттл «Атлантіс». З 2 по 6 грудня 1988 року як спеціаліст польоту. Тривалість польоту становила 6 діб 00 годин 57 хвилин[6].
- Третій політ — STS-36[7], шаттл «Атлантіс». З 28 лютого по 4 березня 1990 року як спеціаліст польоту. Тривалість польоту становила 4 доби 10 годин 19 хвилин[8].

Загальна тривалість польотів у космос — 14 діб 20 годин 23 хвилини. Пішов з загону астронавтів у вересні 1990 року.

### Видання українською
- Майк Маллейн. Верхи на шатлі. Пер. з англ. Ярослави Панко. Рівне: видавництво «Бородатий Тамарин», 2023. — 518 с. (серія «Corvus»)

## Нагороди
Нагороджений: Повітряна медаль (США) (6), Хрест льотних заслуг (США), Медаль похвальною служби (США), Медаль в'єтнамської кампанії, Медаль за службу національної оборони (США), Медаль «За службу у В'єтнамі», Медаль «За космічний політ» (3).

## Родина
Дружина — Донна Марія Сеї, діти: близнюки Патрік Джозеф і Емі Мішель (нар. 05.03.1968), дочка Лаура Енн (нар. 19.02.1971). Захоплення: займається літературною діяльністю, туризм, лижі та біг.